# Beienrode (Lehre)
Beienrode ist eine Ortschaft in der Gemeinde Lehre im Landkreis Helmstedt in Niedersachsen.

## Geschichte

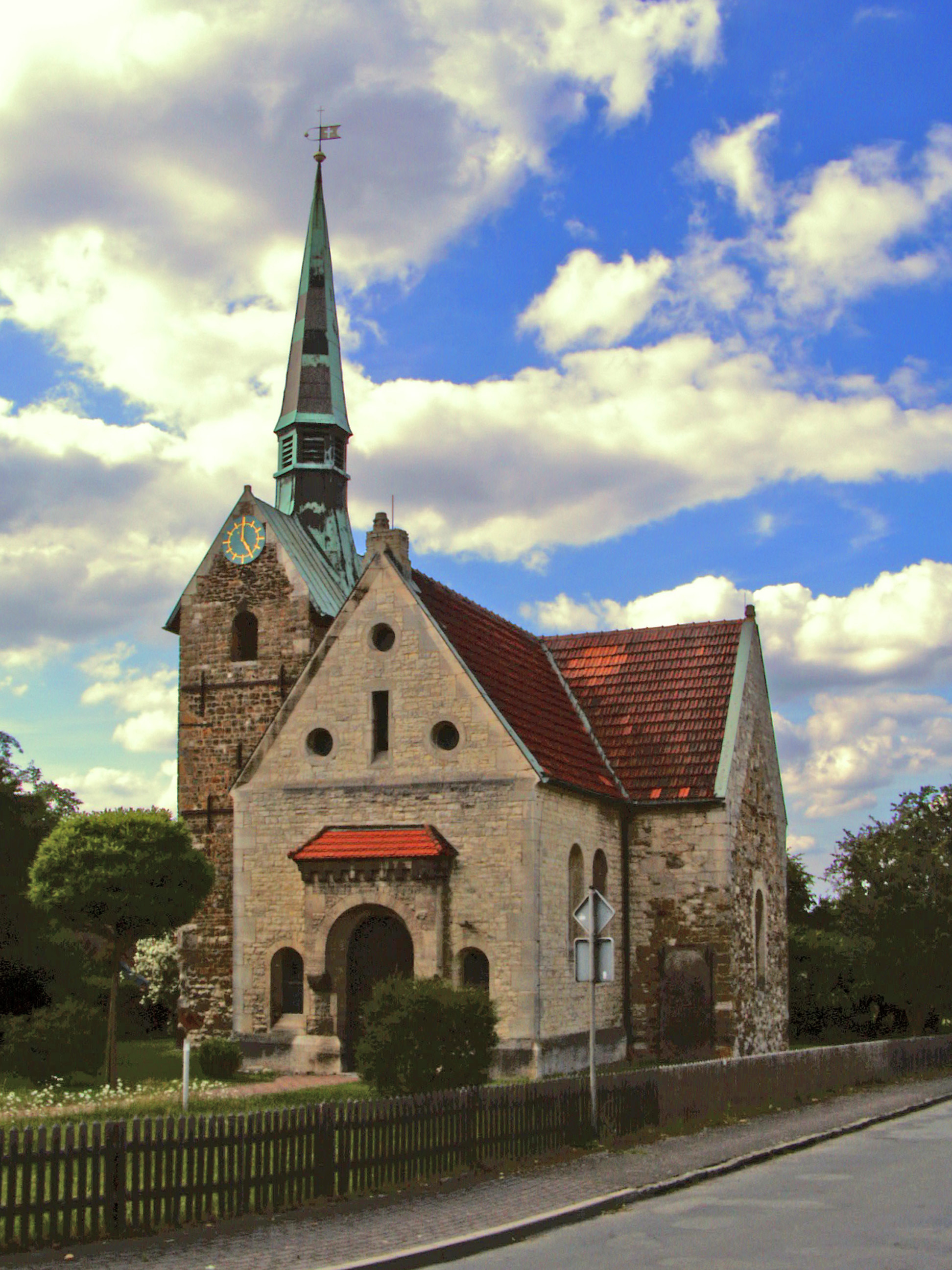
Evangelisch-lutherische Kirche St. Jürgen

Beienrode wurde erstmals 1196/97 urkundlich erwähnt. Das Dorf wurde um 1220 Boderode, um 1270 Bodenrodhe und 1311 Bodenrode genannt. Den Zehnt als Lehen des Bischofs von Halberstadt besaßen die Edelherren von Meinersen bis 1311. Um 1220 hatten die Edelherren den Zehnt schon als Afterlehen an Bertram von Veltheim und den Sohn seines Bruders gegeben.
Am 1. Juli 1972 wurde Beienrode in die Gemeinde Lehre eingegliedert.

### Einwohnerentwicklung
| Lehre-Beienrode – Bevölkerungsentwicklung seit 2009                                                                   | Lehre-Beienrode – Bevölkerungsentwicklung seit 2009 | Lehre-Beienrode – Bevölkerungsentwicklung seit 2009 | Lehre-Beienrode – Bevölkerungsentwicklung seit 2009 | Lehre-Beienrode – Bevölkerungsentwicklung seit 2009 |
| Entwicklung | Jahr                                                | Einwohner                                           | Anmerkungen                                         |                                                     |
| --- | --------------------------------------------------- | --------------------------------------------------- | --------------------------------------------------- | --------------------------------------------------- |
| Hier fehlt eine Grafik, die leider im Moment aus technischen Gründen nicht angezeigt werden kann. Wir arbeiten daran! | 2009                                                | 513                                                 | zum Oktober                                         |                                                     |
| Hier fehlt eine Grafik, die leider im Moment aus technischen Gründen nicht angezeigt werden kann. Wir arbeiten daran! | 2011                                                | 498                                                 | zum 31. Dezember                                    |                                                     |
| Hier fehlt eine Grafik, die leider im Moment aus technischen Gründen nicht angezeigt werden kann. Wir arbeiten daran! | 2012                                                | 500                                                 | zum 31. Dezember                                    |                                                     |
| Hier fehlt eine Grafik, die leider im Moment aus technischen Gründen nicht angezeigt werden kann. Wir arbeiten daran! | 2018                                                | 557                                                 | zum 1. Februar                                      |                                                     |
| Hier fehlt eine Grafik, die leider im Moment aus technischen Gründen nicht angezeigt werden kann. Wir arbeiten daran! | 2020                                                | 576                                                 | zum September                                       |                                                     |

## Politik

### Ortsrat
| Ortsrat Lehre-Beienrode 2021–2026Insgesamt 5 Sitze - SPD: 3 - CDU: 2 |

### Ortsbürgermeister
Seit 2021 ist Kai Rosilius (SPD) Ortsbürgermeister von Lehre-Beienrode. Seine Stellvertreterin ist Kornelia Uhlig (CDU).

## Kirche
- Die evangelisch-lutherische St.-Jürgen-Kirche besteht aus einem romanischen Kernbau mit Westturm. Dieser öffnet sich in zwei Rundbögen zum Schiff. Die Orgelempore stammt aus dem Jahr 1592. Die Kirche wurde mehrmals erweitert. Zuletzt erfolgte um 1900 eine Umorientierung in Nord-Süd-Richtung. Dabei entstand ein unsymmetrischer Gruppenbau.[8]

## Vereine
- Sportverein TuS Beienrode

## Persönlichkeiten
- Hermann Deumeland (1860–1934), Abgeordneter des braunschweigischen Landtages und Landwirt